# Koryciski
Koryciski (zwane też: Koryciska, Korytyski, Korycisk) – wieś w Polsce położona w województwie podlaskim, w powiecie hajnowskim, w gminie Dubicze Cerkiewne.
W latach 1975–1998 miejscowość administracyjnie należała do województwa białostockiego.
Wieś w 2011 roku zamieszkiwało 101 osób.
Prawosławni mieszkańcy wsi należą do parafia św. Michała Archanioła w Starym Korninie, a wierni kościoła rzymskokatolickiego do parafii św. Zygmunta w Kleszczelach. Natomiast zielonoświątkowcy uczęszczają do Zboru Zielonoświątkowego w Dubiczach Cerkiewnych.

## Zabytki
- drewniany wiatrak holender, 1948, nr rej.:471 z 5 listopada 1979[8].

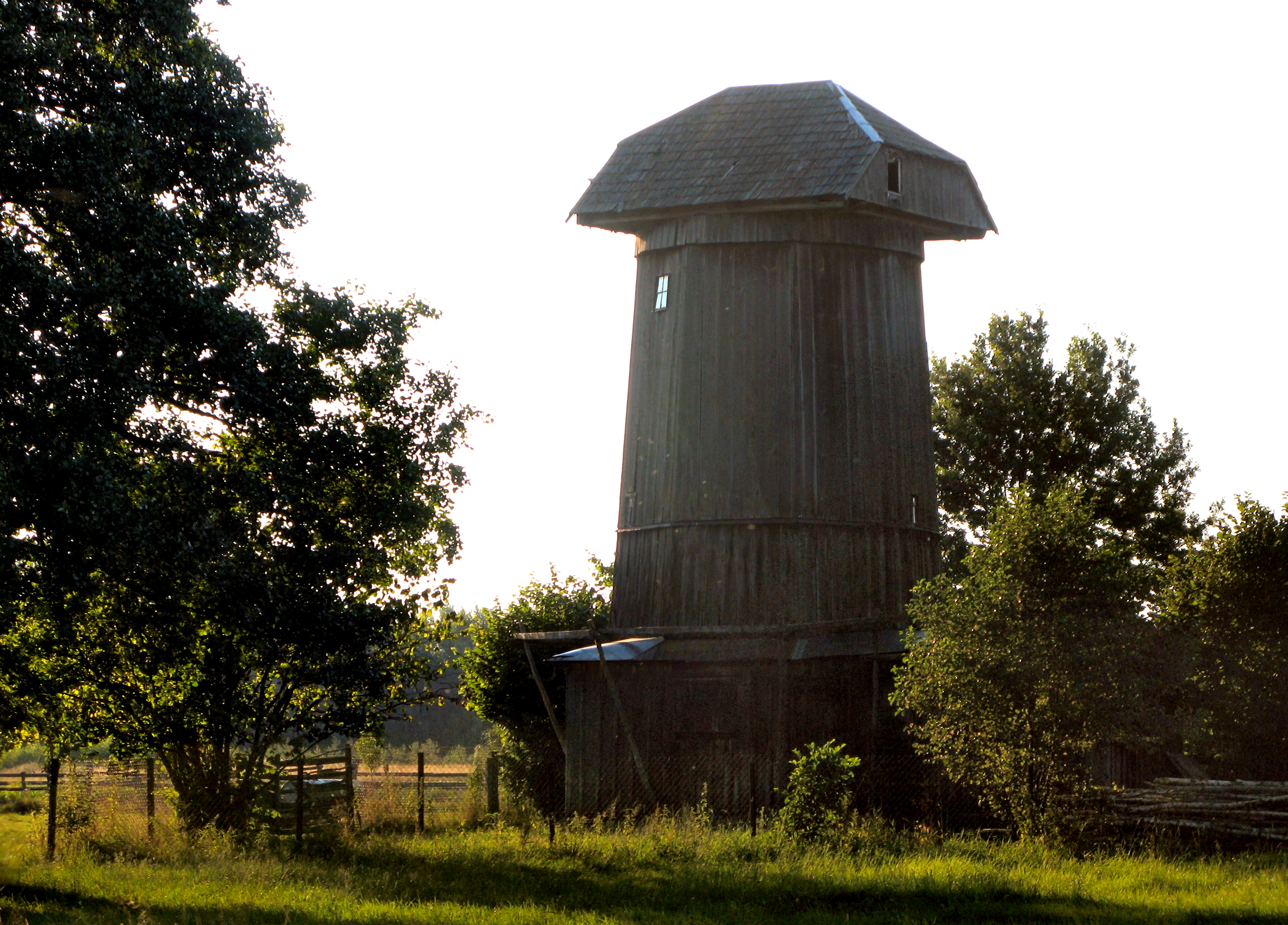
Zabytkowy wiatrak drewniany z 1948 r.